# Tagoropsis ikondae
Tagoropsis ikondae är en fjärilsart som beskrevs av Pierre Claude Rougeot 1973. Tagoropsis ikondae ingår i släktet Tagoropsis och familjen påfågelsspinnare. Inga underarter finns listade i Catalogue of Life.